# Down to the Sea in Ships (1922)
Down to the Sea in Ships is een stomme film uit 1922 onder regie van Elmer Clifton.

## Rolverdeling
| Acteur             | Personage           |
| ------------------ | ------------------- |
| Marguerite Courtot | Patience Morgan     |
| Raymond McKee      | Thomas Allan Dexter |
| William Walcott    | Charles W. Morgan   |
| Clara Bow          | 'Dot' Morgan        |
| James Turfler      | Jimmy               |